# Ai no Kusabi
Ai no Kusabi (間の楔 lit. Amor de alta alcurnia?) es una novela japonesa escrita por Rieko Yoshihara. Originalmente serializada en la revista yaoi Shōsetsu June entre diciembre de 1986 y octubre de 1987, la historia fue recopilada en un tomo de tapa dura, el cual fue lanzado en Japón en 1990. La historia se centra en un mundo futurista, más precisamente en la ciudad ficticia de Tanagura, donde las personas son asignadas a varios niveles de clases sociales de acuerdo a su color de cabello. Iason Mink es un "Blondie" de clase alta que conoce y entraba una relación con Riki, un joven mestizo de los barrios bajos, y posteriormente lo convierte en su "Pet", para gran disgusto de este último, quien lo único que desea es su libertad. A medida que transcurre la historia, Riki aprende acerca de los peligros que Iason enfrenta al mantenerlo a su lado, para finalmente descubrir que ha desarrollado sentimientos por su amo. Ai no Kusabi también explora temas actuales, como la separación entre las diferentes castas y la exclusión social.
La novela fue adaptada a un OVA de dos partes por Anime International Company (AIC). El primer episodio fue lanzado el 1 de agosto de 1992, mientras que el segundo lo fue dos años más tarde, el 1 de mayo de 1994. En noviembre de 1993, fue lazando un radio drama titulado Erogenous Dark, el cual se centra en un período inexplorado en las novelas originales. Una nueva adaptación a un OVA de doce episodios, también producido por AIC, estaba programado para estrenarse en Japón en la primavera de 2010, sin embargo, fue cancelada por razones financieras. El proyecto fue recogido otra vez y lanzado el 18 de enero de 2012. Sin embargo, la serie fue cancelada una vez más después de cuatro episodios emitidos.
Ai no Kusabi ha sido licenciado para su publicación en Norteamérica por Digital Manga Publishing, quien ha publicado la novela en una serie de ocho volúmenes.

## Argumento
Ai no Kusabi tiene lugar en el mundo futurista de Amoï, el cual es gobernado por una computadora inteligente llamada «Jupiter». Jupiter ha instaurado una serie de estrictas normas sociales basadas en el color de cabello de sus habitantes. Los rubios son llamados Blondies, seres creados artificialmente en un laboratorio por la misma Jupiter que pertenecen a la clase más alta y viven en la capital de la ciudad; Tanagura. Por otra parte, se encuentran los "mestizos", individuos procreados de forma natural que viven en la zona excluida de Ceres. Iason Mink es el jefe del Jupiter's Syndicate y el favorito de Jupiter, así como también el blondie de mayor rango en Eos. En una visita a Midas, Iason se encuentra con un mestizo líder de la pandilla Bison, Riki, cuando este intentaba robar un auto y es atacado por pandilleros. Iason salva a Riki y este ofrece pagar el favor con su cuerpo, al no poseer otra cosa de valor. Aunque era solo cuestión de una noche, Iason decide tomarlo desde ese momento como un "Pet" (mascota), un esclavo sexual, y marca su reclamación a Riki al colocarle un "Pet Ring" (anillo) en la base de su miembro. 
En virtud de las restricciones de Jupiter, los Blondies son estériles y se les prohíbe mantener relaciones sexuales, es por eso que existen los "Pets" quienes participan de shows sexuales para saciar dichos apetitos. Los "Furniture" son sirvientes personales de los Blondies que se encargan de los Pets y agasajan a invitados, y son tratados como adornos debido a su belleza, pero a diferencia de los pets estos son castrados.

## Terminología

### Amoï
Amoï es el duodécimo planeta de la galaxia Garan. Su capital es Tanagura, ciudad situada al lado del mar y completamente computarizada. Amoï fue establecido por un grupo de científicos que querían crear una sociedad sin restricciones políticas y tabúes religiosos. Esto mismo llevó a la creación de un superordenador llamado "Jupiter". Jupiter terminó por desarrollar una conciencia propia y tomó el poder sobre Tanagura. Con el tiempo, Amoï construyó la ciudad de Midas cerca de Tanagura y desarrolló muchos estados urbanos independientes.

### Tanagura
Tanagura es una ciudad computarizada que está bajo el control directo y completo de Jupiter, la gobernante de Amoï. En Tanagura, la Torre de Eos es el palacio donde viven y trabajan las élites de Jupiter, mientras que la misma Jupiter reside en la denominada "Torre de Jupiter". Todos los élites son físicamente perfectos y hermosos, con cuerpos inmortales y largo cabello rubio, junto con una fuerza superior a la de cualquier ser humano. Son estériles y sus cerebros altamente avanzados son la única parte orgánica de sus cuerpos. Tanagura aplicó un sistema de castas basado en el color del cabello llamado "NORAM", entre los cuales se destacan:
- Blondie: La "élite de la élite". Los Blondies son la clase social más alta, seres genéticamente diseñados por Jupiter. Con sólo trece Blondies, forman el "Tanagura Syndicate" y son los líderes supremos de Tanagura, con Iason Mink como la cabeza principal. Tienen la autoridad de comunicarse directamente con Jupiter, principalmente Iason, y son conscientes de todos los secretos de Amoï y su inframundo.
- Platina: Individuos de cabello plateado que ocupan las más altas y diversas posiciones de liderazgo.
- Ruby, Jade y Sapphire: Son individuos de rango intermedio. Tal como su nombre lo indica, sus cabellos suelen ser de color rojo, verde o azul. Normalmente son subdivididos por sus especialidades individuales y muchos son asesores de los Ónix.
- Ónix: Individuos de cabello negro, son la casta más baja de la sociedad. Ocupan posiciones de administradores y están a cargo de las empresas del gobierno.

### Ceres
Midas está dividida en nueve áreas. La novena, Ceres es llamada con desprecio "el Ghetto" y sus habitantes "impuros". Pese a estar físicamente dentro de Midas, los Impuros no poseen cédula de identidad ni son considerados ciudadanos. Se reproducen de forma natural, lo que es considerado una abominación, pues los ciudadanos de Midas y Tanagura son traídos al mundo en centros de reproducción.
Al carecer de identificación, los Impuros no pueden trabajar legalmente por lo que viven de pequeños hurtos, aunque el gobierno les garantiza sus necesidades básicas. Los más hábiles consiguen entrar en el Mercado Negro pero la mayoría pasa el día sin hacer nada más que beber Stout, una bebida alcohólica alucinógena de la peor calidad.

## Personajes

### Principales
Riki (リキ?)
Voz por: Toshihiko Seki (audio libro, Ovas de 1992-1994, primer CD drama), Kentarō Itō (CD dramas posteriores, Ovas de 2012)
Es el protagonista principal de la historia. Debido a su cabello y ojos oscuros, se le conoce como "Riki the Dark" (lit. «Riki el oscuro») y solía ser el líder de una pandilla en Ceres conocida como "Bison". Alguna vez, Riki fue un joven orgulloso, rebelde, feroz y desafiante, pero luego de pasar tres años como la mascota de Iason se volvió un individuo mucho más maduro y tranquilo. Antes de convertirse en el mascota de Iason, Riki fue pareja de Guy, el segundo al mando de Bison, pero su relación terminó una vez que Iason forzó a Riki a ser su mascota, lo que tuvo un efecto aplastante en su orgullo como humano. A lo largo de la historia, Riki se divide entre su orgullo y sus sentimientos por Iason, los cuales no está dispuesto a reconocer.
Iason Mink (イーソン・ミンク Īson Minku?)
Voz por: Kaneto Shiozawa (audio libro, Ovas de 1992-1994, primer CD drama), Tōru Ōkawa (CD dramas posteriores, Ovas de 2012)
Es el Blondie de más alto rango en Tanagura y el jefe del Sindicato de Jupiter; el mercado negro de Tanagura que se dedica al comercio de mascotas. Iason posee un comportamiento elegante y tranquilo que esconde una naturaleza apasionada, despiadada, manipuladora e implacable. Está enamorado de su mascota, Riki, un mestizo de los barrios bajos, el cual proyecta una sombra oscura sobre su aparente perfección. Al comienzo, Iason estaba interesado en como sería tener al líder de una pandilla de los barrios marginales como mascota, en lugar de uno de esos cachorros no pensantes criados por la academia, pero poco a poco comienza a amar a Riki hasta el punto de rozar la obsesión.
Guy (ガイ?)
Voz por: Takayuki Kojima (audio libro), Koji Tsujitani (Ovas de 1992-1994), Kosuke Toriumi (CD dramas posteriores, Ovas de 2012)
Es el antiguo amante de Riki y el segundo al mando de Bison. Guy es una persona apacible y afable, pero su carácter cambia bruscamente al enterarse de que Riki ha sido mascota de un Blondie. Se convierte entonces en un ser amargado y vengativo que buscará la muerte de Iason a toda costa, aunque signifique su propia destrucción. Es también quien se ocupó de mantener unida a Bison tras la desaparición de Riki.
Katze (カッツェ?)
Voz por: Hōchū Ōtsuka (audio libro), Hideyuki Tanaka (Ovas 1992-1994), Shin'ichiro Miki (CD Dramas posteriores, Ovas 2012)
Antiguo "Furniture" de Iason. Este último le castigó cortándole el rostro cuando le sorprendió infiltrándose desde su ordenador en archivos secretos tratando de averiguar el secreto de Tanagura. Todavía posee una enorme cicatriz debido a ello. Su cabello es rojo y sus ojos ámbar, siendo casi igual de alto que Iason. Dada su inteligencia, Iason decidió darle una segunda oportunidad poniéndole al frente del mercado negro de Tanagura. Riki trabajó para él en alguna ocasión.
Raoul Am (ラウル・午前 Rauru Amu?)
Voz por: Hidekazu Ikeda (audio libro), Shō Hayami (Ovas de 1992-1994; primer CD drama), Takaya Kuroda (CD dramas posteriores, Ovas de 2012)
Es el mejor amigo de Iason, Blondie, bioquímico y segundo al mando en Tanagura. Su cabello es de un color rubio más oscuro que el de Iason y sus ojos verde-azulados. No está de acuerdo en que Iason tenga a Riki como mascota y desde el principio le recrimina por ello. Su preocupación aumenta al darse cuenta de que Riki es más que una simple mascota para Iason. Esa inquietud se convierte en desesperación cuando comprueba que pese a todos sus intentos, no solo no consigue convencerle de que se deshaga del impuro, sino que Iason acaba confesándole que se ha enamorado de Riki. Es muy serio y fiel al sistema y a Jupiter. Pese a ello, renuncia varias veces a lavarle e cerebro a Iason, castigo dirigido a los que rompen las reglas establecidas.
Kirie (キリエ?)
Voz por: Taiki Matsuno (audio libro), Shigeru Nakahara (Ovas de 1992-1994), Showtaro Morikubo (Ovas de 2012)
Es el miembro más joven de Bison, quien se unió al grupo luego de la marcha de Riki. Cuando este regresa a tomar el mando de la pandilla de nuevo, Kirie no logra amistarse integrarse con él, principalmente porque Riki le trata como a un niño y le humilla un par de veces. Esto le lleva a guardar un odio hacia Riki que posteriormente le llevará a traicionarle y a toda la banda en un plan de Iason para forzar a Riki a volver a su lado. Padece de heterocromía.